# Novo Sarandi
Novo Sarandi é um distrito do município brasileiro de Toledo, no estado do Paraná. O distrito tem aproximadamente 2.663 eleitores e aproximadamente 5 mil habitantes. 
Novo Sarandi foi um dos distritos do município de Toledo que foi formado por famílias originárias em sua grande maioria, do Estado do Rio grande do Sul. ￼  Já foi destaque pela grande quantidade de cerâmicas, hj conta apenas com 1 em atividade. Para preservar parte da sua história foi construído um memorial na entrada do distrito, no local  por muitos anos funcionou uma das principais cerâmicas do município de Toledo a cerâmica Ipê, um dos atrativos do memorial é a chaminé que chama a atenção de quem passa pelo local.
Hoje às principais atividades desenvolvidas pelo distrito são : Piscicultura e agricultura. 